# Grete Christensen
Grete Christensen (født 27. juni 1957 i Store Merløse, Sjælland) er en dansk sygeplejerske, der fra 2009 til 2023 var formand for Dansk Sygeplejeråd og Sundhedskartellet. Christensen afløste Connie Kruckow på disse poster, og blev selv efterfulgt af Dorthe Boe Danbjørg.

## Karriere
Grete Christensen blev uddannet fra sygeplejeskolen i Holbæk i 1981. De følgende år arbejdede hun som sygeplejerske ved hhv. Bornholms og Holbæks Centralsygehuse, hvor hun også tog efteruddannelsen til intensivsygeplejerske.
Hendes engagement i fagforeningspolitik startede med en tillidsmandspost i 1984. I 1991 blev hun Amtskredsformand for Dansk Sygeplejeråd Vestsjællands Amt og i 1998 blev hun 1. næstformand i Dansk Sygeplejeråd; denne post bestred hun frem til hun i maj 2009 blev fungerende formand for Dansk Sygeplejeråd med Connie Kruckows afgang, og med valget i september samme år blev hun Formand for DSR. Hun har tillige bestridt posten som Formand i Danske Sundhedsorganisationers Arbejdsløshedskasse fra år 2000 og har været præsident for the European Federation of Nurses fra 2007 til 2010.

## Privat
Grete Christensen bor i Holbæk med sin mand. Hun har to børn, en søn og en datter.
Grete Christensen blev optaget i Kraks Blå Bog i 2010.